# سوارکاران
سوارکاران (به لاتین: Equites) به معنای واقعی کلمه «اسب» یا «سواران»، اگرچه گاهی به عنوان «شوالیه» در انگلیسی نیز نامیده می‌شود) دومین طبقه از طبقات مبتنی بر مالکیت روم باستان را تشکیل می‌دهد که در رتبه‌ای پایین‌تر از طبقه سناتوری قرار دارد. یکی از اعضای طبقه سوارکاران به‌عنوان «اسب‌سوار» شناخته می‌شد.